# فرنوش صمدی
فرنوش صمدی کارگردان و فیلم‌نامه‌نویس ایرانی است. «سکوت» فیلم کوتاه وی نامزد جایزه نخل طلا در جشنواره فیلم کن ۲۰۱۶ شد.

## حرفه

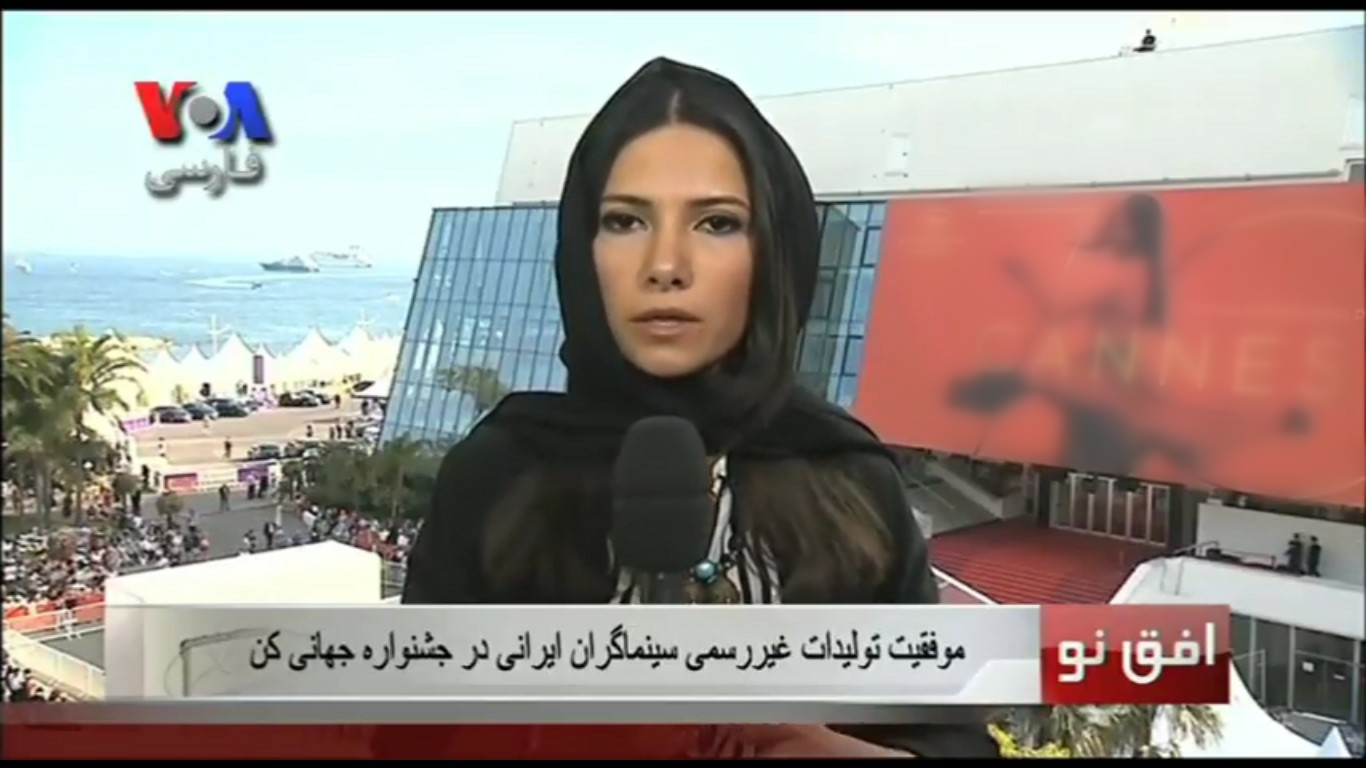
فرنوش صمدی در مصاحبه با بخش فارسی صدای آمریکا در جشنواره فیلم کن ۲۰۱۷

فرنوش صمدی در ایران متولد شد. وی از دانشگاه هنرهای زیبا در رم، ایتالیا فارغ‌التحصیل شد. صمدی فیلم‌های کوتاه متعددی از جمله سکوت (۲۰۱۶)، نگاه (۲۰۱۷) و نقش (۲۰۱۸) را کارگردانی کرد. فیلم خط فرضی (۲۰۲۰) نخستین اثر بلند وی است. سکوت فیلم نخست کوتاه صمدی به کارگردانی مشترک با علی عسگری، نخستین نمایش جهانی خود را در افتتاحیه جشنواره فیلم کن ۲۰۱۶ انجام داد. دومین فیلم کوتاه صمدی، نگاه نخستین نمایش جهانی خود را در جشنواره لوکارنو ۲۰۱۷ انجام داد و «جایزه بزرگ هیئت داوران» را برای فیلم کوتاه اکشن زنده در جشنواره فیلم ای‌اف‌آی دریافت کرد همچنین برنده جایزه «کالسکه طلایی» از جشنواره فیلم زاگرب ۲۰۱۸ شد. صمدی فیلم‌نامه‌نویسی ناپدید شدن (۲۰۱۷) نخستین فیلم از علی عسگری را انجام داد، که نخستین‌بار در هفتاد و چهارمین جشنواره فیلم ونیز و جشنواره بین‌المللی فیلم تورنتو ۲۰۱۷ به نمایش درآمد و برنده جایزه بهترین فیلم در جشنواره فیلم سنگاپور ۲۰۱۷ شد. فیلم نخست صمدی، خط فرضی (۲۰۲۰) برای بار نخست در جشنواره بین‌المللی فیلم تورنتو ۲۰۲۰ به نمایش درآمد، و یک جایزه در شصت و پنجمین جشنواره بین‌المللی فیلم وایادولید برای بهترین فیلم در بخش میتینگ پوینت دریافت کرد همچنین نامزد دریافت دو جایزه سیمرغ بلورین در سی و نهمین دوره جشنواره فیلم فجر شد.

## جوایز
| سال  | فیلم | جایزه                                            | رده             | نتیجه | م.     |
| ---- | ---- | ------------------------------------------------ | --------------- | ----- | ------ |
| ۲۰۱۷ | نگاه | دوازدهمین جشنواره بین‌المللی فیلم کوتاه ŻUBROFFKA | دیپلم Zubroffka | برنده | [ ۱۷ ] |